# Trịnh Văn Thanh
Trịnh Văn Thanh là Giáo sư ngành khoa học an ninh, Tiến sĩ, Nhà giáo nhân dân, Thiếu tướng Công an nhân dân Việt Nam đã nghỉ hưu. Ông nguyên là Hiệu trưởng Trường Đại học Cảnh sát nhân dân (trường này đóng tại Quận 7, Thành phố Hồ Chí Minh).

## Giáo dục
Năm 1979, Trịnh Văn Thanh tốt nghiệp Trường Sĩ quan An ninh nhân dân.
- Thạc sĩ Luật học Viện NC NN và PL 1996
- Tiến sĩ Luật học 2001
- Phó giáo sư năm 2007
- Giáo sư ngành khoa học an ninh năm 2015

## Sự nghiệp
Sau khi tốt nghiệp Khóa D6 Trường Sĩ quan An ninh nhân dân ( nay là Học viện An ninh nhân dân ) 7.1979, ông được Bộ Công an Việt Nam phân công công tác làm giảng viên Pháp luật tại trường Đại học Cảnh sát nhân dân Hà Nội (nay là Học viện Cảnh sát nhân dân).
Tháng 10 năm 1988, Trịnh Văn Thanh được điều động vào Trường Cao đẳng Cảnh sát nhân dân II tại Thành phố Hồ Chí Minh (nay là Trường Đại học Cảnh sát nhân dân).
Năm 1990, Trịnh Văn Thanh được giao phụ trách Bộ môn Pháp luật của Trường Đại học Cảnh sát nhân dân cơ sở phía nam.
Năm 1991, Trịnh Văn Thanh được đề bạt làm Phó Chủ nhiệm phụ trách Bộ môn Pháp luật của Trường Đại học Cảnh sát nhân dân cơ sở phía nam.
Năm 1993, ông được bổ nhiệm chức danh giảng viên chính.
Năm 1996, ông được đề bạt bổ nhiệm chức vụ Chủ nhiệm Bộ môn Pháp luật Phân hiệu Đại học Cảnh sát nhân dân.
Năm 2003, Thủ tướng Chính phủ Việt Nam quyết định thành lập Trường Đại học Cảnh sát nhân dân trên cơ sở Phân hiệu Học viện Cảnh sát nhân dân tại Thành phố Hồ Chí Minh.
Tháng 4 năm 2005, Trịnh Văn Thanh được bổ nhiệm chức vụ Phó Hiệu trưởng Trường Đại học Cảnh sát nhân dân TPHCM.
Cuối tháng 11 năm 2013, Trịnh Văn Thanh được bổ nhiệm giữ chức vụ Hiệu trưởng Trường Đại học Cảnh sát nhân dân TPHCM.
Tháng 6 năm 2014, ông được phong quân hàm Thiếu tướng Công an nhân dân Việt Nam.
Cũng trong năm này, ông được Chủ tịch nước Việt Nam phong tặng danh hiệu Nhà giáo Nhân dân.
Tháng 11 năm 2015, Trịnh Văn Thanh được Hội đồng chức danh Giáo sư Nhà nước Việt Nam công nhận đạt tiêu chuẩn Giáo sư ngành khoa học an ninh.
Ngày 1 tháng 10 năm 2018, Trịnh Văn Thanh nhận quyết định nghỉ chờ hưu của Bộ Công an.
Ngày 1.10.22019 Nhận sổ hưu.

## Khen thưởng
- Bằng khen của Thủ tướng Chính phủ năm 2011;[2]
- Huân chương Chiến công hạng Nhất;[2]
- Huân chương Bảo vệ Tổ quốc hạng Ba;[2]
- Huân chương Bảo vệ Tổ quốc Hạng Nhì năm 2019
- Danh hiệu Nhà giáo ưu tú năm 2002[2]
- Danh hiệu Nhà giáo nhân dân năm 2014[2]
- 24 năm đạt Danh hiệu Chiến sĩ thi đua cấp cơ sở
- 2 năm đạt Chiến sĩ thi đua toàn lực lượng Công an nhân dân (năm 2013 và năm 2016)[2]
- 1 năm giảng viên giỏi cấp Bộ Công an[2]
- 30 Bằng khen của Bộ Công an Việt Nam và Ủy ban nhân dân cấp tỉnh, thành phố[2], Hội tâm ký giáo dục Việt Nam